# Shin Bet
Ne doit pas être confondu avec Sinn Féin
« Shabak » redirige ici.  Pour le peuple, voir Shabak (peuple).
Le Shin Bet (hébreu : שב), aussi appelé le Shabak (en hébreu : שב"כ , acronyme de Shérūt ha-Bītāhōn ha-Klālī, en  hébreu : שירות הביטחון הכללי) est le service de renseignement intérieur israélien.
C'est un des 3 grands services de renseignement israéliens aux côtés de l'Aman (renseignement militaire) et du Mossad (renseignement extérieur).
Le Shin Bet a pour objectifs de collecter les renseignements liés à la sécurité intérieure, protéger les infrastructures critiques, faire du contre-espionnage, et combattre le terrorisme. C'est aussi lui qui s'occupe de la protection des membres du gouvernement. Il dispose de pouvoirs importants pour une démocratie, en raison des menaces et nombreux attentats qui ont marqué l'histoire d'Israël.
Contrairement au Mossad qui n'obéit à aucune loi, car il agit à l'étranger, le Shin Bet est encadré et surveillé. Il doit ainsi présenter de manière régulière un bilan de ses activités devant le Parlement israélien.
Son directeur, actuellement Ronen Bar, est nommé par le cabinet de sécurité, sur proposition du Premier ministre élu.

## Présentation

### Nomination
Le directeur du Shin Bet est nommé collectivement par le cabinet de sécurité, sur la proposition du Premier ministre élu.
Le cabinet de sécurité est formé par les ministres de l'Intérieur, de la Défense, des Finances, de l’Énergie, et des Affaires étrangères. Certains ministres peuvent également y être invités.
Contrairement au Mossad, qui relève exclusivement du Premier ministre, le Shin Bet doit présenter un bilan régulier de ses activités devant le cabinet de sécurité et devant une commission de la Knesset.
Isser Harel fut le chef du Shabak (ainsi que du Mossad) dans les années 1950.
Amos Manor lui succède de 1953 à 1963.

### Missions
Depuis la fondation de l’État d'Israël, une partie significative de la région refuse d'accepter son existence . La jeune société israélienne a ainsi connu plusieurs guerres et des centaines d'attentats (bombes, massacres, etc.) Jusqu’à aujourd’hui, et en plus du conflit israélo-palestinien, le pays continue d’être confronté à des menaces sur ses frontières,.
Avec l'accord de la classe politique, le Shin Beth est doté d'importants pouvoirs.
Le Shin Beth a pour principale missions de : 
- Collecter les renseignements liés à la sécurité intérieure
- Protéger l'aéroport de Tel-Aviv, les ports, et les infrastructures énergétiques critiques du pays
- Mener des missions de contre-espionnage
- Combattre le terrorisme.
- Protéger les membres du gouvernement et leur famille.

Il protège aussi la compagnie aérienne El Al, qui a déjà été victime d'attaques dans des aéroports européens.

### Structures
Le Shabak se compose de trois divisions opérationnelles :
1. La division des affaires arabes : Cette division s’occupe des opérations anti-terroristes et de la mise à jour d’une banque de données sur des terroristes islamistes. Cette division comporte un détachement militaire nommé Henza qui travaille en collaboration avec les Mista'arvim (corps de troupe du Aman), pour maîtriser les émeutes ;
2. La division des affaires non-arabes : Cette division a pour but d’infiltrer les agences étrangères de renseignement et les missions diplomatiques en Israël. Avant la chute du bloc soviétique, cette division était subdivisée en 2 sections : section communiste et section non-communiste. On y étudiait les dossiers de certains immigrants venant de l’Europe de l’Est ou des pays d’Union soviétique ;
3. La division de la sécurité : Cette division assure la protection des infrastructures gouvernementales, diplomatiques et scientifiques; ou encore celle des industries militaires et des vols de la compagnie aérienne nationale El-Al.

Le Shabak comporte également 5 sections de réserve.

### Coopération
En raison de son expérience, le Shin Beth est parfois contacté par des pays étrangers qui demandent son aide.
Après l'attentat de Nice, le maire de Cannes David Lisnard fait appel aux services de Nitzan Nuriel, ancien officier du Shin Beth. Il aide les autorités françaises à se préparer à une éventuelle attaque lors du Festival de Cannes.
Après les attentats du 13 novembre 2015 puis l'attaque de l’aéroport de Bruxelles, une commission d’enquête de l'Assemblée nationale part en Israël pour s'informer des directives de sécurité du Shin Beth .

## Controverses et scandales
Le service a été mis en cause dans certains scandales, ce qui a amené progressivement les institutions israéliennes à renforcer leur contrôle sur lui.

### Scandale du Bus 300
Cette section ne s'appuie pas, ou pas assez, sur des sources secondaires ou tertiaires indépendantes du sujet. Le texte peut contenir des analyses inexactes ou inédites de sources primaires.
Pour l'améliorer, ajoutez-en, ou placez des modèles {{Source secondaire souhaitée}} ou {{Source secondaire nécessaire}} sur les passages mal sourcés. (janvier 2023)
Le 12 avril 1984, des hommes armés détournent le bus 300 qui relie la ville de Ashkhelon à Tel-Aviv.
Pendant la prise d'otage, un passager est tué. Les palestiniens disposent de couteaux et d'une valise avec des missiles qu'ils menacent de faire exploser. Ils acceptent cependant de libérer une femme enceinte, qui s'enfuit et donne l'alerte.
Le bus roule à plus de 120 km/h et défonce plusieurs checkpoints avant de s'écraser près de Deir el-Balad, au nord de la frontière égyptienne. Quelques passagers parviennent à s'échapper et les autres sont alors pris en otage. Moshe Arens, ministre de la Défense se rend sur place, accompagné de Avraham Shalom, directeur du Shin Bet.
Après plusieurs heures de négociation, les israéliens finissent par donner l’assaut en pleine nuit.
Un des preneurs d'otages est tué, ainsi qu'une jeune fille israélienne de 19 ans. Deux preneurs d'otages sont capturés vivants et sont amenés pour être interrogés par le Shin Bet. La scène est immortalisée par Alex Levac, un photographe qui couvrait la prise d'otage et accompagnait le ministre.
Le lendemain matin, la presse israélienne annonce que « les preneurs d'otage sont morts ».
Les deux preneurs d'otage capturés n'auraient pas été interrogés.
Le directeur du Shin Bet, Avraham Shalom, aurait exigé de les tuer, contre l'avis de ses propres hommes.
Une semaine plus tard, la publication de la photo dans la presse des preneurs d'otage vivants et amenés pour être interrogés déclenchent un scandale national. Les services de sécurité sont mis en cause et les procureurs lancent une enquête pour homicide.
L'affaire prend progressivement un tournant de plus en plus grave. Pendant plusieurs semaines, les procureurs israéliens convoquent et interrogent le directeur du Shin Bet, Avraham Shalom, ainsi que plusieurs membres des services de sécurité, de la police, et de l'armée. Dans le bureau des procureurs, Shalom affirmera qu'un officier de l'armée présent sur place, le Brigadier Yitzhak Mordechai, a tué les preneurs d'otages en les frappant avec des rochers. Cette version est ensuite défendue par d'autres responsables du Shin Bet, qui se disent témoins.
Yitzhak Mordechai jure de son innocence mais il n'a aucun témoin en sa faveur. Il est démis de ses fonctions au sein de Tsahal, arrêté, puis inculpé par la justice pour meurtre. Cependant, plusieurs mois plus tard, des officiers du Shin Bet se rendent au ministère de la Justice. Lors de leur témoignage, ils affirment ne pas pouvoir supporter d'accuser un homme innocent et déclarent que leur patron leur a demandé de mentir pour accuser le brigadier Mordechai. Le ministère de la Justice lance de nouvelles enquêtes, pour meurtre et pour parjure devant la justice.
Selon le journaliste Ronen Bergman, peu avant son arrestation, Avraham Shalom aurait été jusqu’à faire du chantage au Premier ministre et au ministre de la Défense. Il se serait rendu dans leurs bureaux à Jérusalem en les prévenant que si jamais ils ne le font pas gracier, il déclarera publiquement aux médias que ce sont eux qui lui auraient demandé d'avoir comme politique de tuer un maximum de prisonniers. Au moment de sa condamnation, Avraham Shalom sera immédiatement gracié.
La presse décrit cet épisode comme un scandale « digne d'une république bananière ».
L'affaire du Bus 300 dégénère en une crise politique qui manque de faire tomber tout le gouvernement.
Le scandale ternit durablement l'image du Shin Bet dans l'opinion publique israélienne. Elle démoralise le service et entraine une pluie d’enquêtes médiatiques, parlementaires et judiciaires sur ses dérives,.

### La Commission Landau
En 1987, le juge Moshé Landau de la Cour suprême israélienne est chargé d’enquêter sur le Shin Bet.
Dans son rapport, il estime qu'il a fait usage de la torture lors de ses interrogatoires, malgré ses dénégations.
Devant certains tribunaux, les juges et les procureurs débattent de l'acceptabilité des pressions physiques modérées pour lutter contre le terrorisme.

### La Commission Ben Porat
En 1997, Miriam Ben Porat est élue par la Knesset comme contrôleur général de l’État.
Dans un long rapport, elle estime que le Shin Bet n'a pas assez pris en compte le rapport de la Commission Landau et est allé au-delà « pressions physiques modérées » lors de la première intifada, entre 1988 et 1992. Soumis au comité d’intelligence du Parlement, le rapport est publié en 2001.

### Affaires récentes
Toujours en 1997, le Comité de l'ONU contre la torture conclut que les méthodes d’interrogatoire utilisées par le Shin Bet constituaient des actes de torture contraires à l’article 1 de la Convention contre la torture. En 2001, le Comité public contre la torture en Israël (PCATI) poursuit en justice le Shin Bet devant la Haute Cour de justice
Le tribunal décrète que les interrogatoires du Shin Bet doivent être soumis aux mêmes restrictions que ceux de la police ordinaire, et que tout acte d'interrogation assimilé à de la torture est totalement illégal.
Le tribunal laisse cependant la possibilité pour les enquêteurs de s’abriter en cas de plainte au pénal derrière l’excuse ex post de « défense nécessaire » (necessity defense) dans le cas du scénario de la bombe à retardement.
Près de 10 ans après cet arrêt historique de la Cour, selon le PCATI de 2008, des actes de torture continuent à être pratiqués.

## Actions et opérations

### Contre-espionnage
En 2022, le Shin Bet démantèle une opération menée par l'Iran.
Des agents Iraniens utilisant de fausses identités sont entrés en contact avec des universitaires et journalistes en Israël pour les convaincre de voyager à l’étranger et pouvoir ainsi les kidnapper.

### Terrorisme juif
En plus du terrorisme islamiste, déjà important, le Shin Bet est aussi confronté à la montée en puissance du terrorisme juif.
Le 2 juin 1980, des terroristes juifs sont arrêtés par le Shin Bet. En représailles à l'assassinat de six colons israéliens, ils avaient piégé avec des bombes les automobiles de trois maires palestiniens[Qui ?]. Deux d'entre eux sont grièvement blessés, le troisième en sort heureusement indemne. 
En 1984, le Shin Bet arrête des militants messianiques d'extrême droite Gush Emunim. Avec des explosifs, ils voulaient pulvériser le dôme de la mosquée Al Aqsa. Selon l'ancien directeur du Shin Bet, Carmi Gillon : « On a vraiment échappé au pire. Imaginez si par malheur ils avaient réussi. »
Le 4 novembre 1995, un extrémiste juif assassine le Premier ministre Israélien Ytzhak Rabin à Tel-Aviv. Cet épisode est considéré[Par qui ?] comme un des pires fiascos de l'histoire du Shin Bet. 
En 2014, l'école de la coexistence de Jérusalem est retrouvée incendiée. Elle était connue pour accueillir des enfants musulmans et juifs de la maternelle jusqu'au lycée. Le Shin Bet arrête une dizaine d'extrémistes juifs du mouvement d'extrême droite Lehava qui sont soupçonnés de l'incendie.
En 2015, le Shin Beth arrête Meir Ettinger, petit fils du rabbin Meir Kahane, fondateur du groupe juif extrémiste Jewish Defense League. Lui-même leader des groupes Hilltop Youth et The Revolt, il est soupçonné, entre autres, d'avoir attaqué une église,. Il est libéré le 1er juin 2016.

## Anciens directeurs
Plusieurs directeurs se sont succédé à la tête du service depuis sa fondation.
- Isser Harel (1948–1952)
- Izi Dorot (1952–1953)
- Amos Manor (1953–1963)
- Yossef Harmelin (1964–1974)
- Avraham Ahituv (1974–1981)
- Avraham Shalom (1981–1986)
- Yossef Harmelin (1986–1988)
- Yaakov Peri (1988–1994)
- Carmi Gillon (1995–1996)
- Ami Ayalon (1996–2000)
- Avi Dichter (2000–2005)
- Yuval Diskin (2005–2011)
- Yoram Cohen (2011–2016)
- Nadav Argaman (2016–2021)
- Ronen Bar (2021– actuellement)

En 2012, six ancien directeurs du Shin Beth (Shalom, Peri, Gillon, Ayalon, Dichter, et Diskin) ont accepté de témoigner face caméra dans le documentaire The Gatekeepers du réalisateur Dror Moreh.